# Бадија Павезе
Бадија Павезе (итал. Badia Pavese) је насеље у Италији у округу Павија, региону Ломбардија.
Према процени из 2011. у насељу је живело 340 становника. Насеље се налази на надморској висини од 50 м.

## Становништво
Према резултатима пописа становништва 2011. у општини је живело 402 становника.
| 1931. | 1936. | 1951. | 1961. | 1971. | 1981. | 1991. | 2001. | 2011. |
| ----- | ----- | ----- | ----- | ----- | ----- | ----- | ----- | ----- |
| 652   | 643   | 656   | 543   | 469   | 461   | 390   | 394   | 402   |